# 七家厅
七家厅位于浙江省金华市婺城区雅畈镇雅畈二村。建筑面南向，平面呈方形布局，由照壁、天井、前厅、后厅和厢房构成。现存建筑格局完整，用材规整、结构简练。1997年8月公布为浙江省文物保护单位，2013年5月公布为第七批全国重点文物保护单位。